# 羽越カレン
羽越 カレン（うえつ カレン、1986年10月25日 - ）は、日本で活動するミュージシャン及びMC、タレントである。特に関西を中心に、地域密着型の活動をしている。

## 活動経歴
- 兵庫県神戸市生まれ。
- 2008年12月23日：シングル「今も忘れない～I miss you～」でCDデビューする。

尚、デビュー曲のサウンドプロデュースには、浜崎あゆみ・愛内里菜・AAAなどの作品提供をしている松田純一が手掛けている。
- 2009年8月30日：2ndシングル「海沿いの街で」をリリースする。

兵庫県明石市の2009年市民祭りのオフィシャルソングになっている。
- 2010年
  - 7月10日・11日：第1回明石プラモデル甲子園のナビゲーターとなる。明石プラモデル甲子園のブログを期間限定で始める。
  - 10月10日：限定盤4thシングル「あかし玉子焼のうた～デリシャスTAMAYAKI～」をリリースする。このシングルは、明石市の名物玉子焼きのオフィシャルソングとなっている。
- 2011年
  - 7月9日・10日：第2回明石プラモデル甲子園ナビゲーターになる。昨年と同じく明石プラモデル甲子園の期間限定ブログを始める。その繋がりにより2011年度第51回全日本模型ホビーショーのいポスターのモデルに選ばれる。
  - 8月20日シングル4枚同時リリースをする予定である。「Dear you」は初めての作詞活動となる。
- ミュージシャン活動以外にも、イベントのMCやチャリティーイベントへの参加やラジオ出演や明石ケーブルテレビのリポーターなど精力的に活動をしている。
- 明石警察の一日署長、明石消防署長 のポスターなどにも起用され、地域に密着して活躍中

### CD
- 2008年12月23日1st シングル「今も忘れない～I miss you～」
- 2009年8月30日 2nd シングル「海沿いの街で」(2009年明石市市民祭りオフィシャルソング）
- 2010年3月27日 3rd シングル「スタートライン」
- 2010年10月10日4th シングル「あかし玉子焼のうた～デリシャスTAMAYAKI～」(明石玉子焼きオフィシャルシソング・限定販売)
- 2011年8月20日 5・6・7・8th シングル同時発売「BLUE GREEN」「華恋LOVER」「恋する☆サマーバケーション」「Dear　you」

※Dear youは本人作詞